# Takaya Yoshinare
Takaya Yoshinare (吉馴 空矢 Yoshinare Takaya?), född 7 juni 2001 i Osaka prefektur, är en japansk fotbollsspelare.
Yoshinare började sin karriär 2019 i Cerezo Osaka.